# ميكولا بوتسينكو
ميكولا بوتسينكو (بالأوكرانية: Буценко Микола Валерійович)‏ (مواليد 25 يونيو 1991) هو ملاكم أوكراني، مثّل بلاده في الألعاب الأولمبية الصيفية 2016.

## روابط خارجية
ميكولا بوتسينكو على موقع اللجنة الأولمبية الدولية (الإنجليزية)
- ميكولا بوتسينكو على موقع أوليمبيديا (الإنجليزية)